# Медисин-Лейк (город, Миннесота)
Медисин-Лейк (англ. Medicine Lake) — город в округе Хеннепин, штат Миннесота, США. На площади 0,8 км² (0,4 км² — суша, 0,4 км² — вода), согласно переписи 2000 года, проживают 368 человек. Плотность населения составляет 835,8 чел./км². 
- Телефонный код города — 763
- Почтовый индекс — 55441
- FIPS-код города — 27-41462[1]
- GNIS-идентификатор — 0647733[2]